# Лебанон (Орегон)
Лебанон (англ. Lebanon) — город в округе Линн в штате Орегон в Соединённых Штатах Америки.
Согласно данным переписи населения США 2020 года число жителей города
составляло 9 690 человек, что, для такого небольшого населённого пункта, существенно меньше (- 26,9 %), чем было во время предыдущей переписи, проводившейся в 2010 году (15 518 человек).

## История

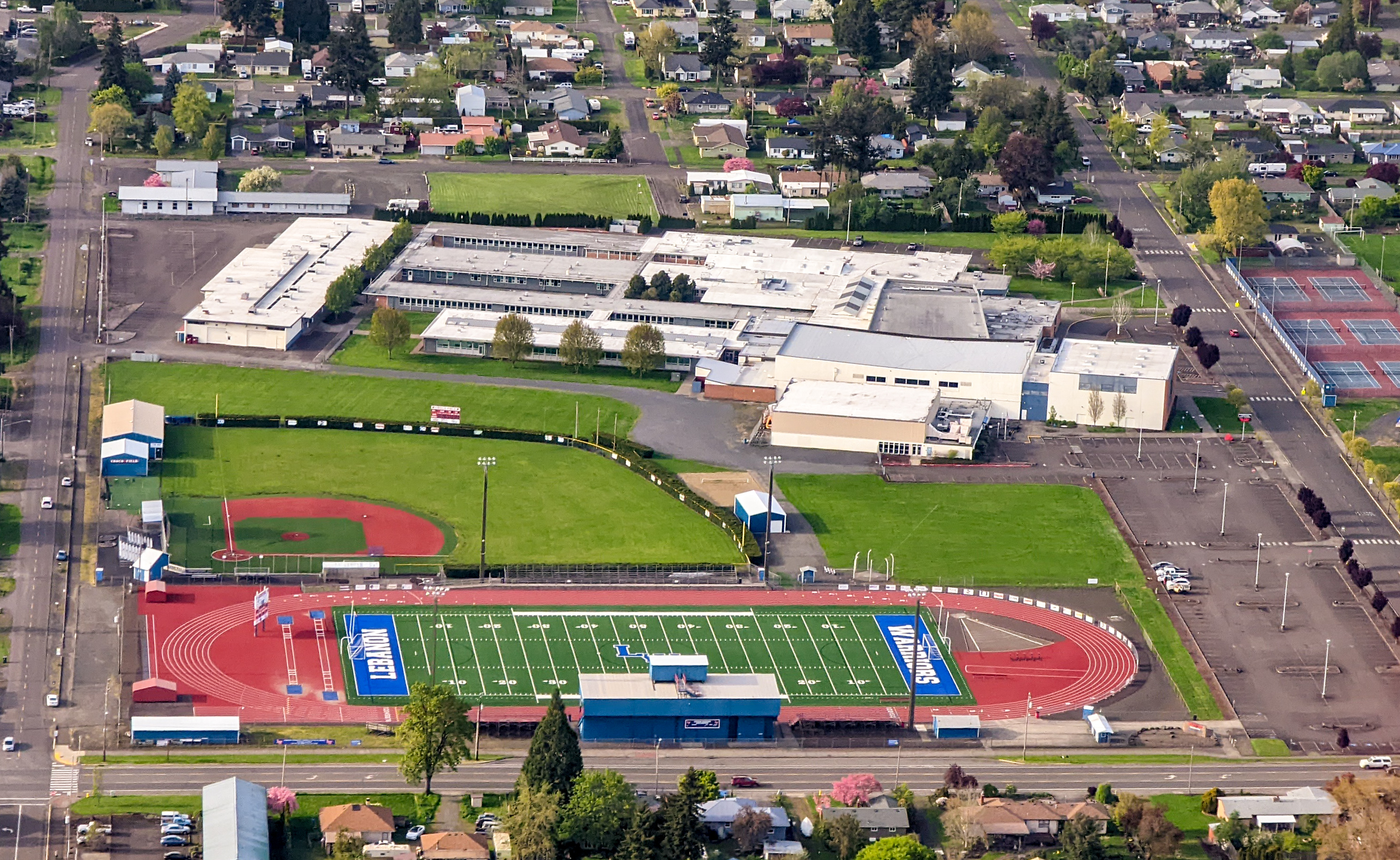
Школа Лебанона

В 1847 году Джеремия и Джемайма Ралстоны купили хижину пионеров, застолбили участок и построили бревенчатый дом на невысоком холме в том месте, где сейчас находится парк Ралстон. Неподалеку, на сегодняшней Мейн-стрит, они построили магазин. Вскоре он стал остановкой для золотоискателей по пути в Калифорнию. Вокруг магазина выросла деревня, и в 1855 году пара подала заявку на застройку города, назвав его в честь места рождения Джеремии города Лебанона в штате Теннесси.
Железная дорога Олбани-Лебанон, завершенная в 1880 году, была ответвлением линии север-юг железной дороги Орегона и Калифорнии через Олбани; её появление ознаменовало значительный расцвет местной промышленности и сельского хозяйства.
Значительную роль в становлении города сыграла лесная и деревообрабатывающая промышленность, но чем меньше оставалось лесных угодий поблизости, тем больше эта отрасль уходила в рецессию.

## География
Согласно данным Бюро переписи населения США, общая площадь города составляет 6,87 квадратных мили (17,79 км2), из которых 6,67 квадратных мили (17,28 км2) — это суша, а 0,20 квадратных мили (0,52 км2) занимает водная поверхность.

## Климат
В этом регионе теплое (но не жаркое) и сухое лето, а среднемесячные температуры обычно не превышают 71,6 °F (22,0 °C). Согласно системе классификации климата Кёппена, в Лебаноне теплый летний средиземноморский климат, на климатических картах сокращенно обозначаемый аббревиатурой «Csb».

## Известные уроженцы
Фредерик Гомер Балч — американский писатель представитель литературы Тихоокеанского Северо-Запада, известный по произведению «Мост богов: Роман об индейцах Орегона» (книга на русский не переводилась).